# Люнерзее
Люнерзее (нім. Lünersee) — одне з найбільших озер Австрії. Знаходиться в околицях міста Блуденц (нім. Bludenz), що у федеральній землі Форарльберг (нім. Vorarlberg). Розташоване воно в Альпах на висоті 1970 м над рівнем моря. Територія навколо озера знаходиться на краю долини Бранднерталь. Утворилося в результаті споруди дамби в 1959 році, внаслідок чого глибина збільшилася на 72 м. На сьогодні довжина Люнерзее — 1500 м, ширина — 750 м, об'єм води — 0,156 куб. км, найбільша глибина — 139 м. Живиться талими водами від льодовика Бранднер.

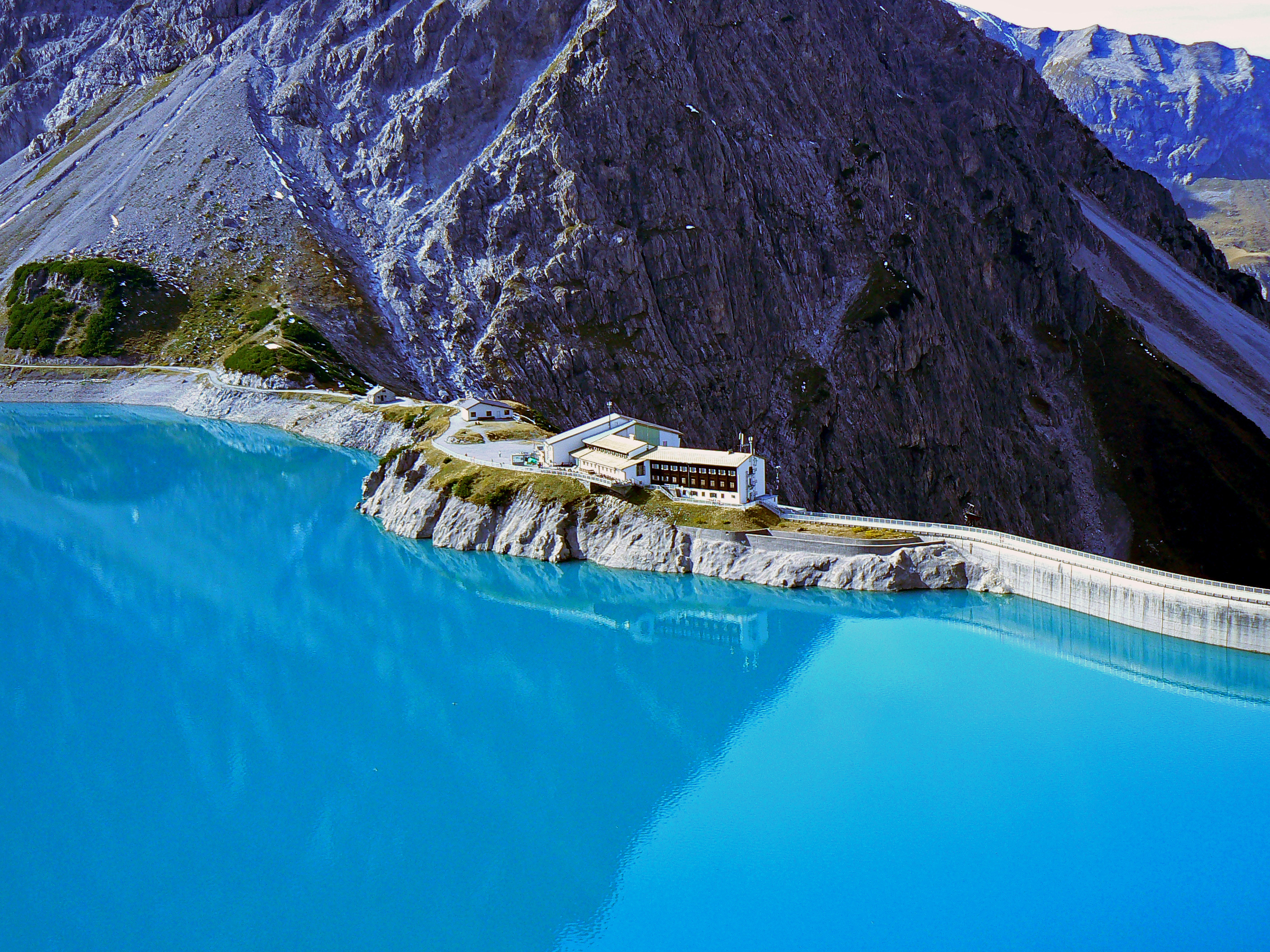
Дамба на озері

Водосховище використовується 4 електростанціями, Lünersee, Rodund Walgau, Rodund I та Rodund II, як джерело води. Потужність озера становить 262 млн кВт·год накопиченої енергії. Озеро пов'язане з прилеглим селом Бранд фунікулером Люнерзеебан (нім. Lünerseebahn). Безпосередньо на гірській станції на греблі знаходиться гірська хатина Дугласхютте (Douglasshütte), де туристи можуть переночувати і підкріпитися.

## Галерея

Панорама.

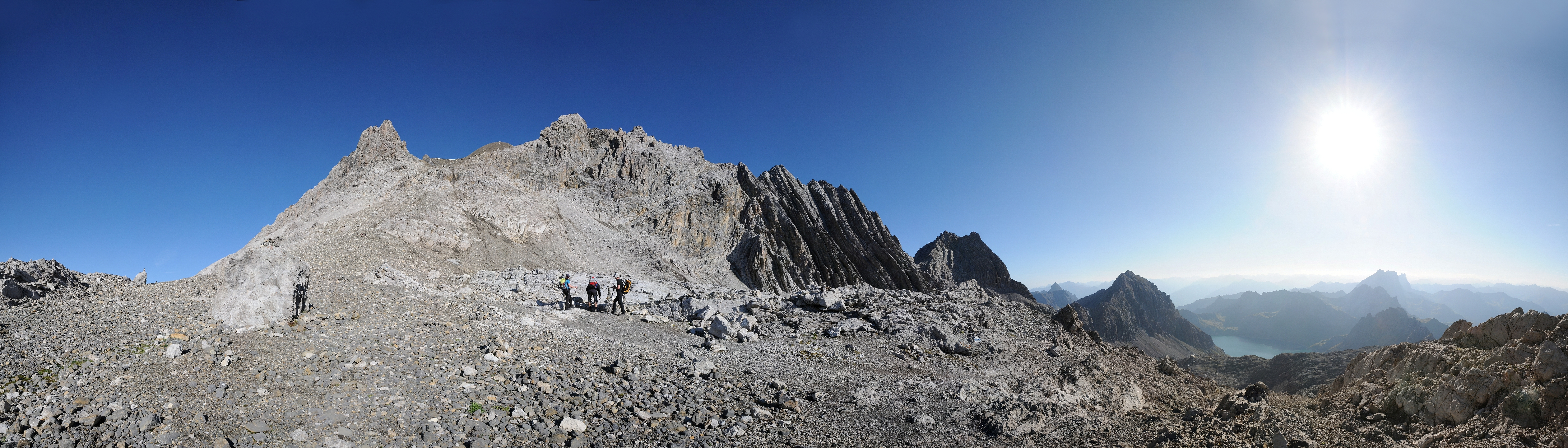
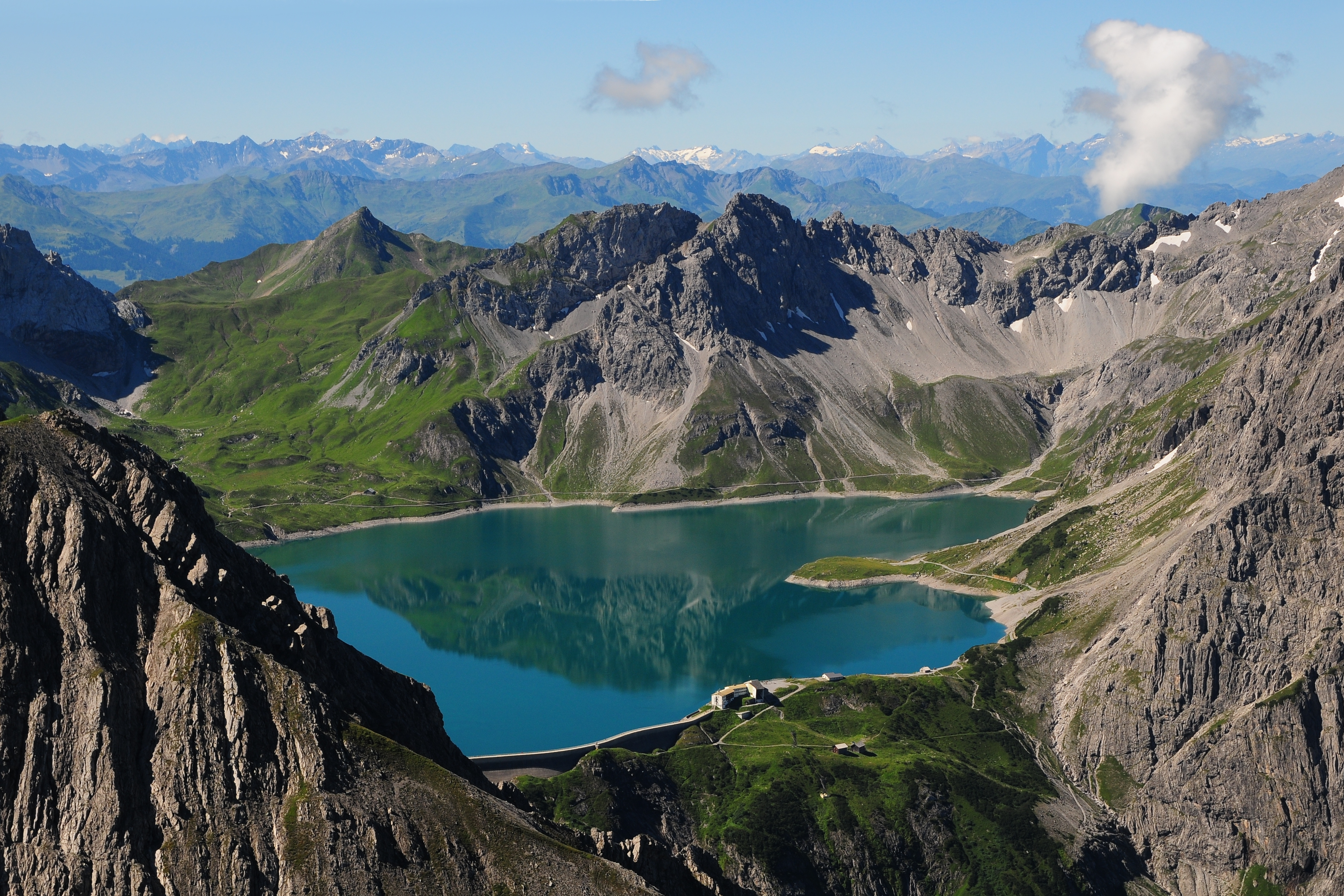
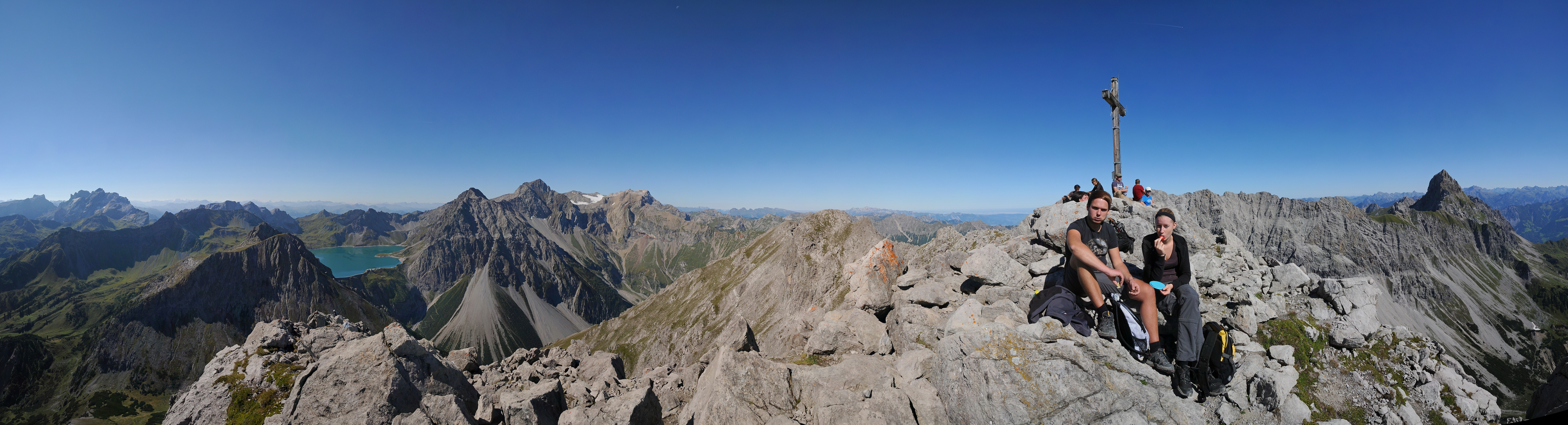
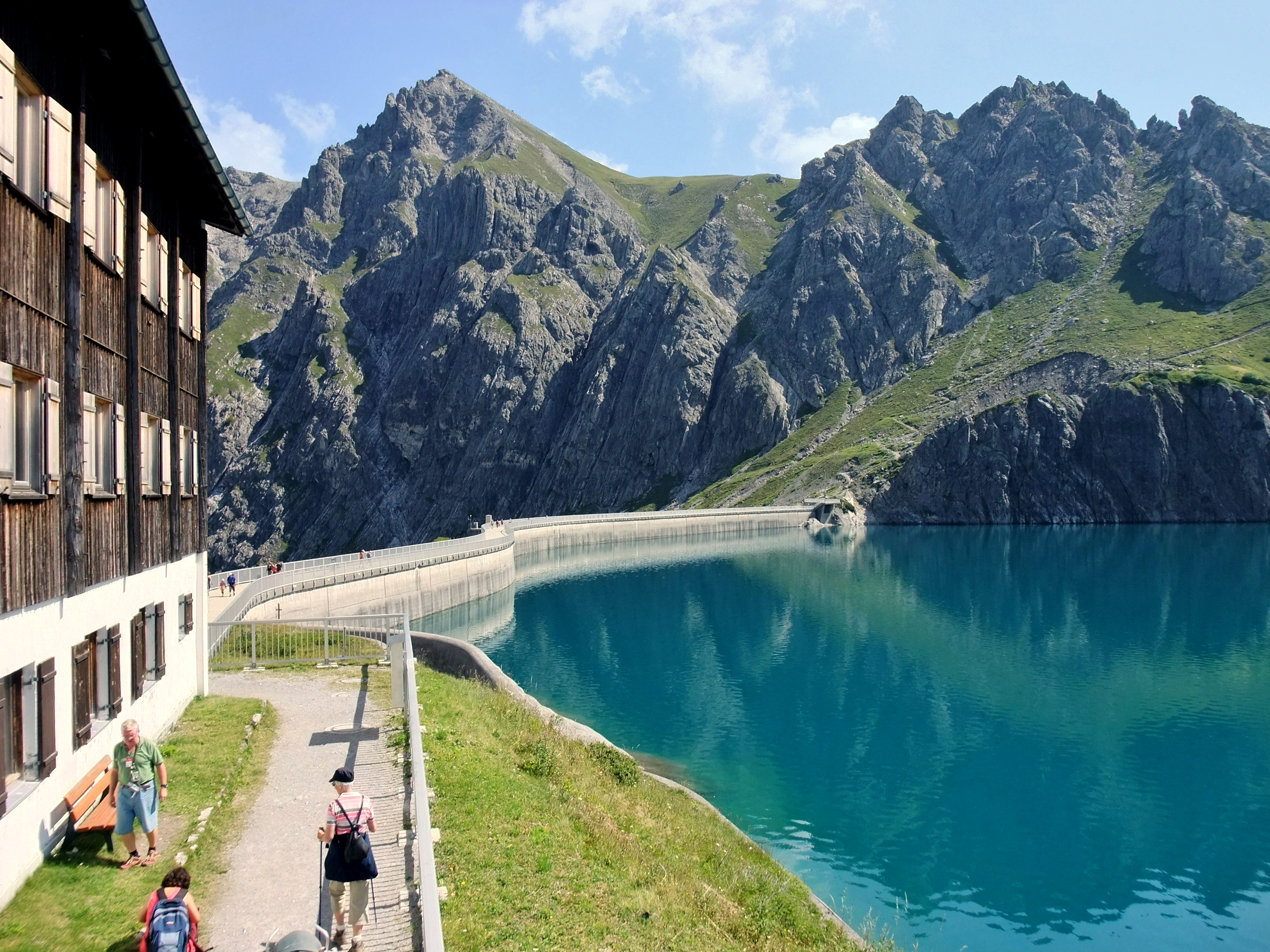
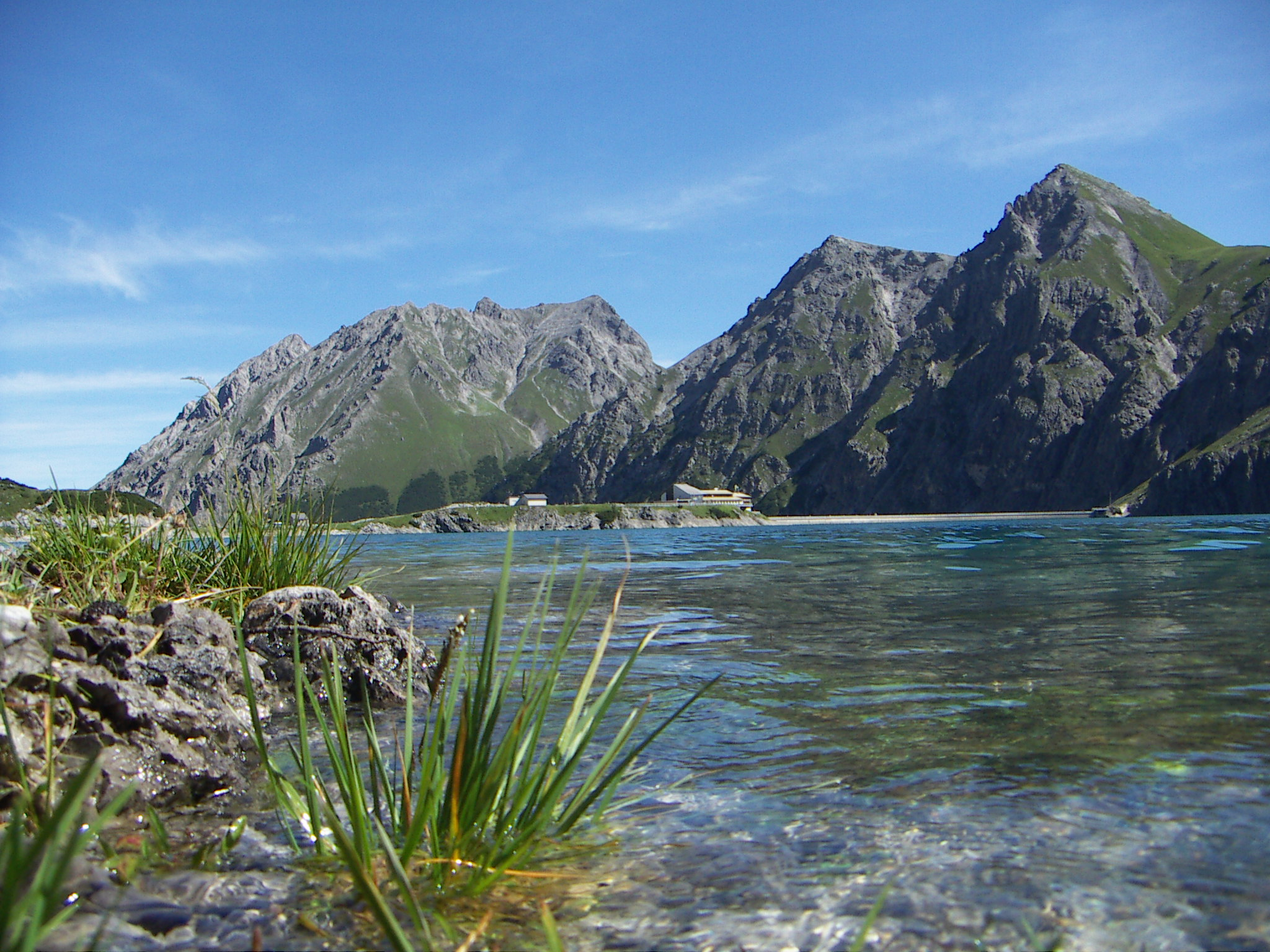
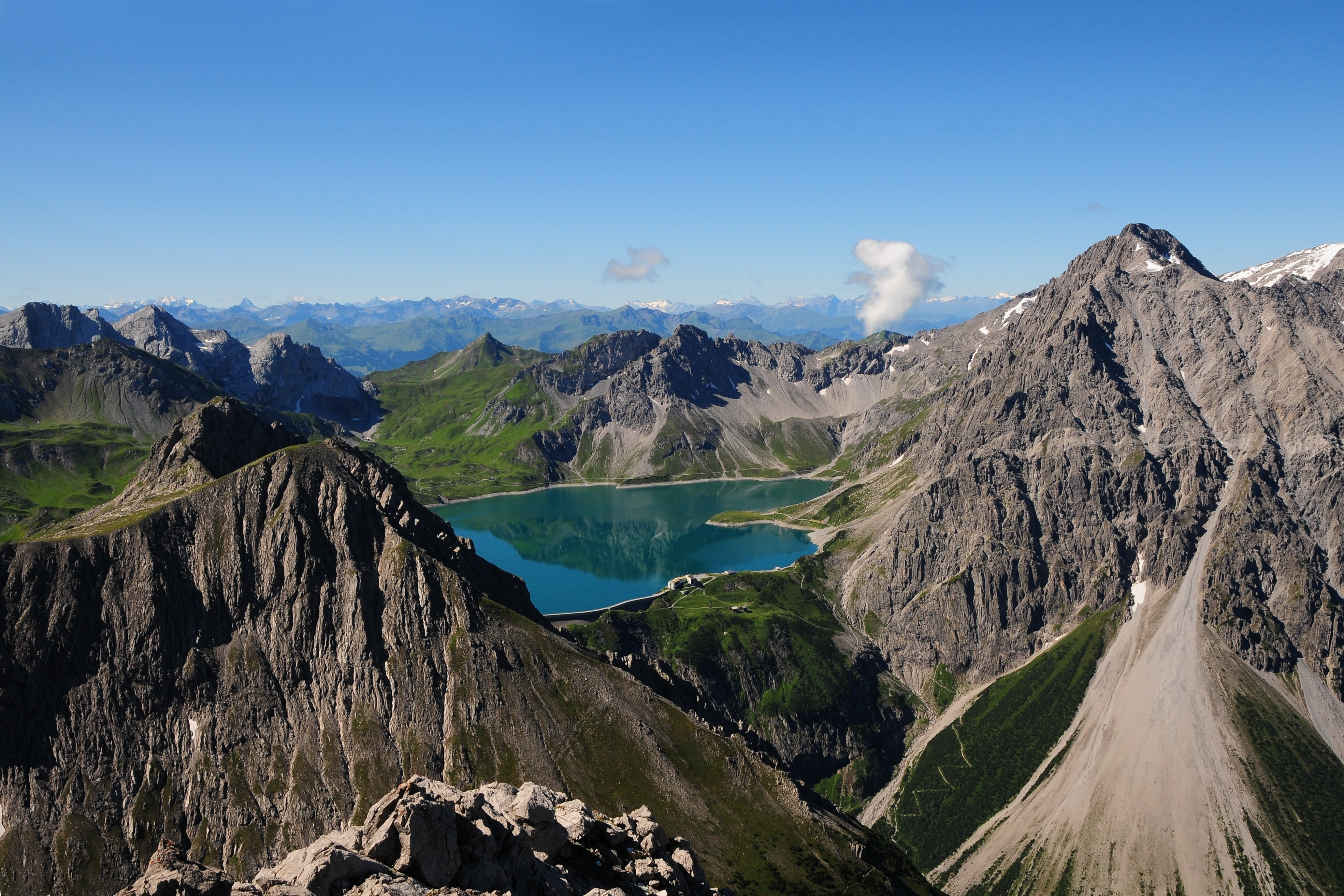

| Австрія | Це незавершена стаття з географії Австрії. Ви можете допомогти проєкту, виправивши або дописавши її. |